# Carrantuohill (zespół muzyczny)
Carrantuohill – polski zespół grający muzykę celtycką założony w 1987 roku. Nazwa zespołu pochodzi od nazwy najwyższego szczytu w Irlandii. W swojej twórczości posługują się takimi instrumentami jak skrzypce, uilleann pipes (odmiana dud), buzuki, cytra, bodhran, flety, tin whistles, akordeon, mandolina, gitara basowa, gitara akustyczna itp.

## Muzycy
- Adam Drewniok – gitara basowa (od 1987)
- Zbigniew Seyda – buzuki, cytra, mandolina, gitara akustyczna (od 1987)
- Marek Sochacki – instrumenty perkusyjne i klawiszowe (od 1997)
- Dariusz Sojka – akordeon, uilleann pipes, flety, tin whistles, bodhrán (od 1987)
- Maciej Paszek – skrzypce
- Bogdan Wita – gitara akustyczna
- Anna Buczkowska – wokal, klawisze

## Historia

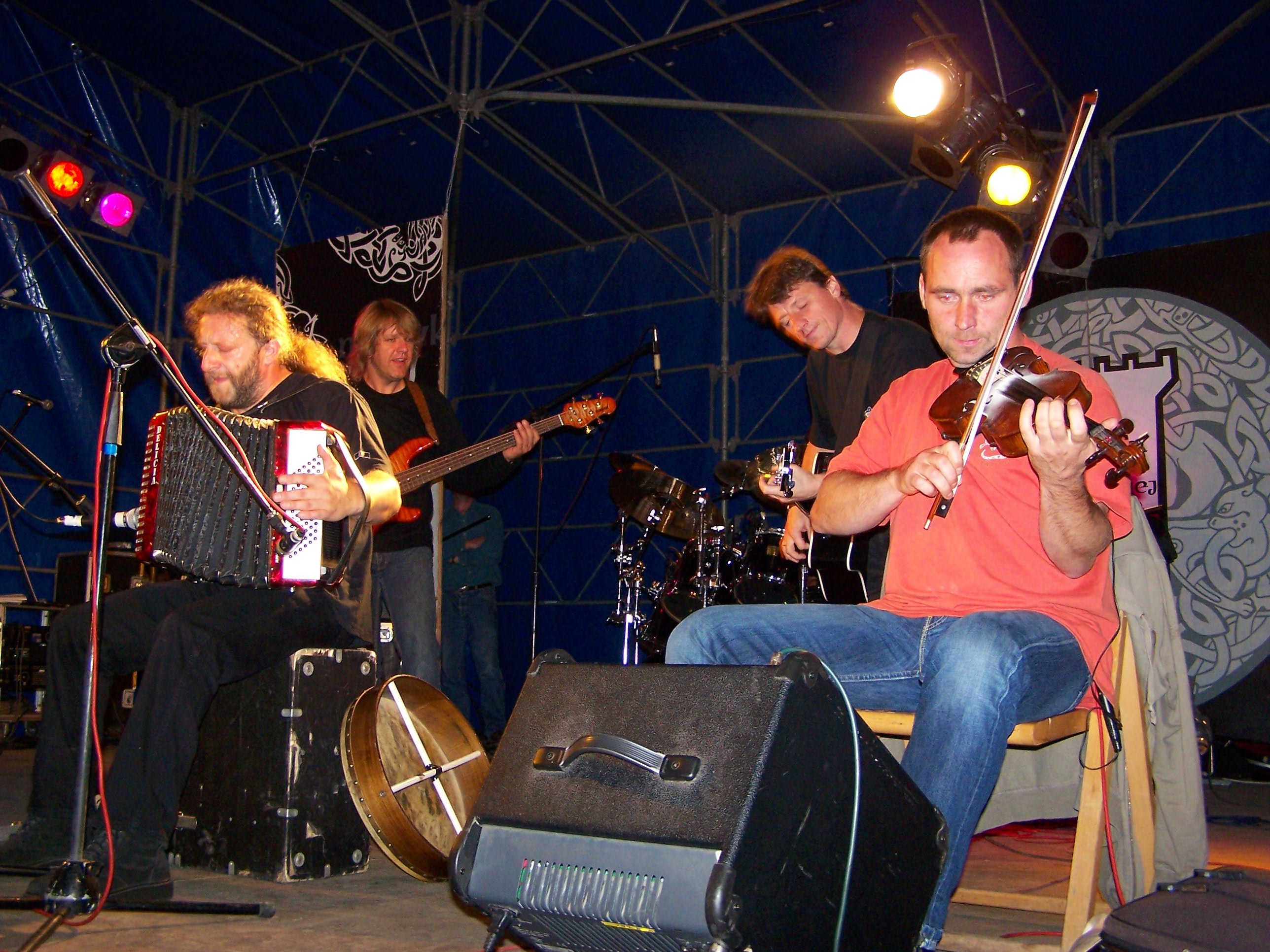
Carrantuohill w Będzinie (2006)

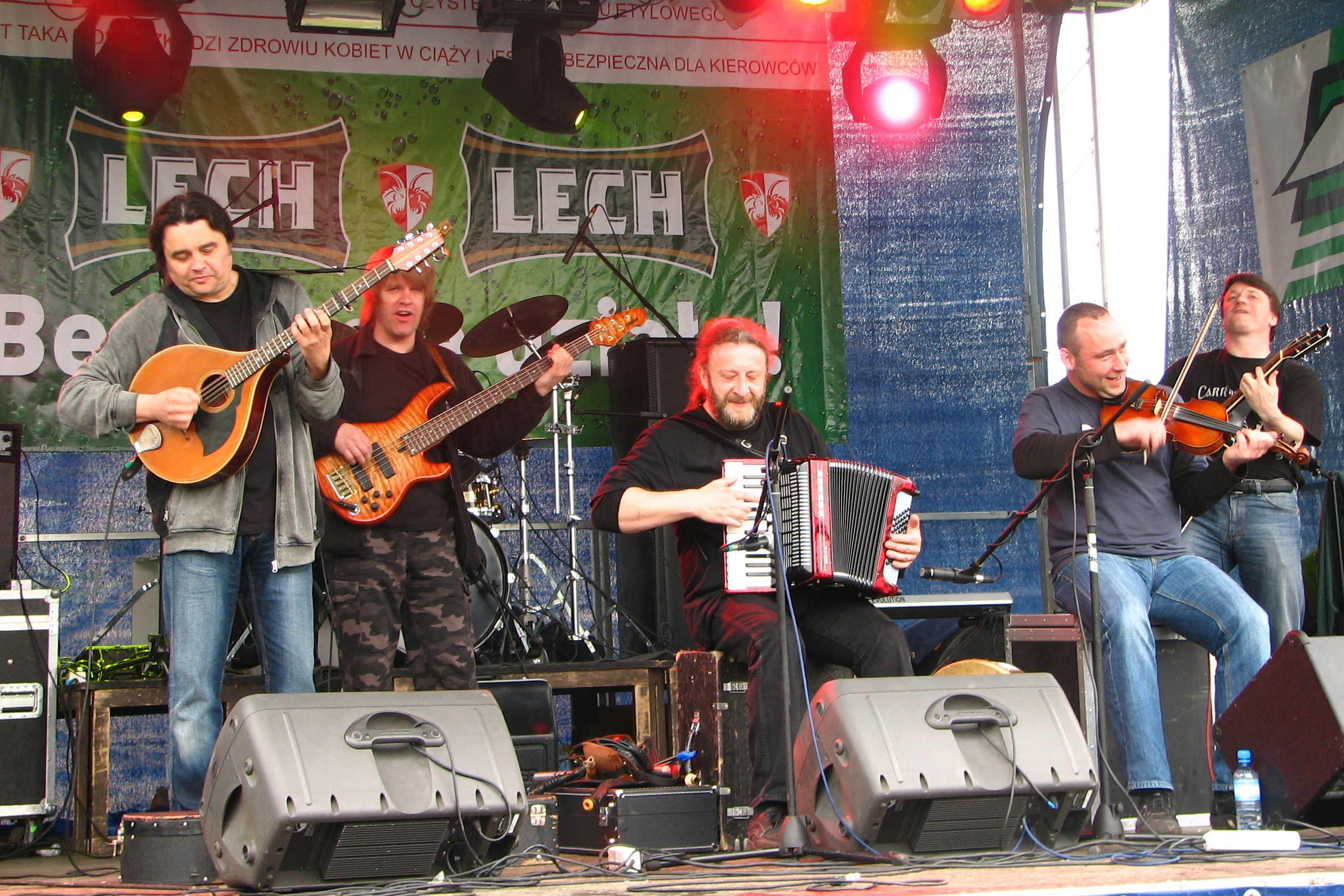
Carrantuohill w Milówce (2007)

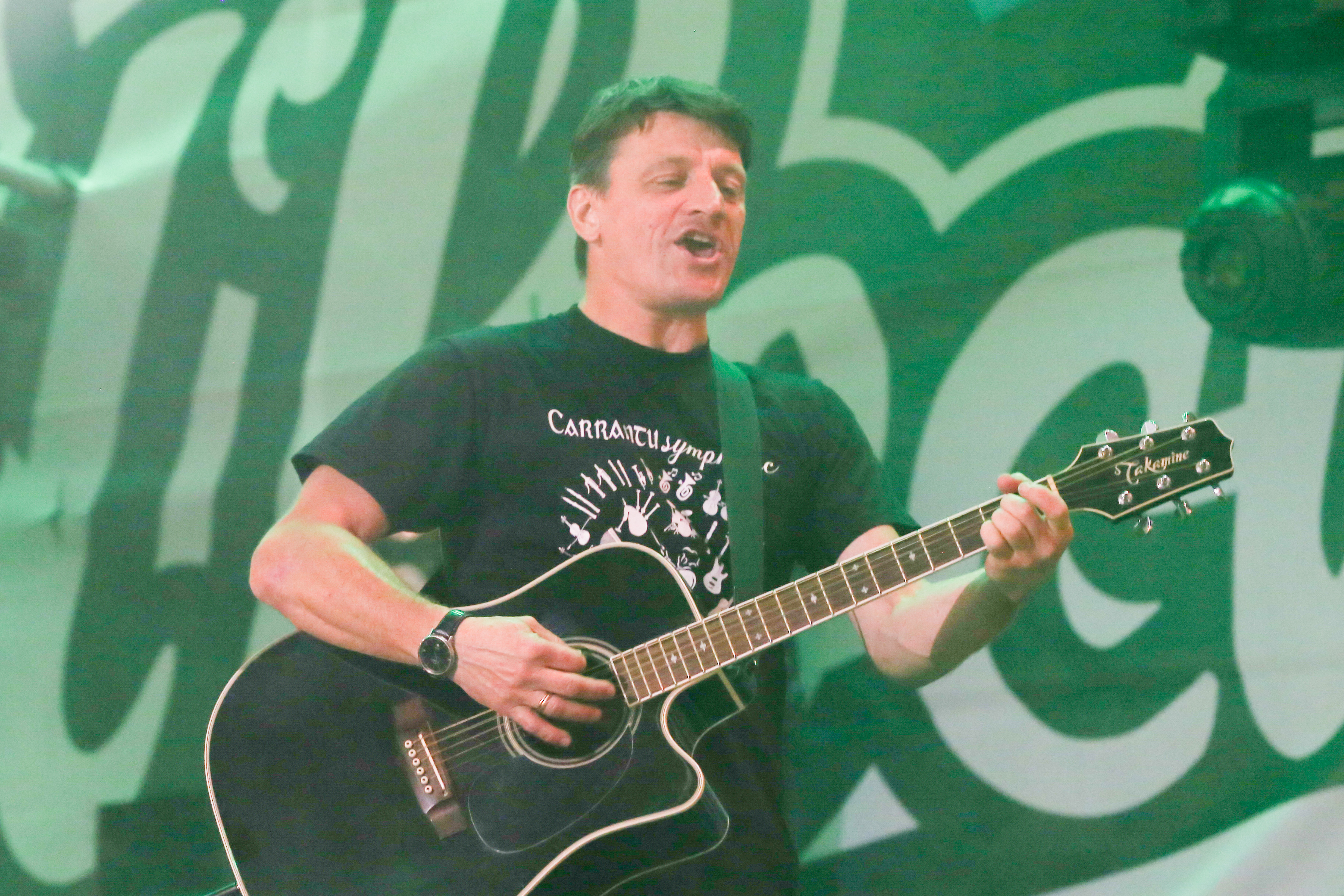
Carrantuohill Pol’and’Rock Festivalu (2019)

Założyciele zespołu (Adam Drewniok i Zbigniew Seyda) poznali się w technikum budowlanym w Rybniku im. W.I. Lenina w 1978 roku. Zbigniew Seyda i jego kolega z klasy Erwin Jaworudzki pisali razem teksty piosenek w nurcie poezji śpiewanej. W szkole średniej powstał zespół Eryś Group, nazwany na cześć kolegi Erwina, do której należeli: Adam Drewniok, Zbigniew Seyda, Dariusz Sojka, Irena Tragarz i Jacek Nowak. W tym czasie powstał także w Żorach zespół szantowy Miondze, w którym Bogdan Wita grał na skrzypcach.  
Eryś Group w składzie: Adam Drewniok, Zbigniew Seyda i Dariusz Sojka w 1985 roku został wyróżniony na Ogólnopolskim Przeglądzie Poezji Śpiewanej w Katowicach, dzięki czemu Polskie Radio nagrało ich muzykę i pojawiła się ona w audycji radiowej Macieja Szczawińskiego. W 1987 roku zorganizowano festiwal Sari ’87 w Miejskim Domu Kultury w Żorach. Zespół Miondze występował wówczas z Dariuszem Sojką, który na festiwalu zagrał także w Eryś Group. Członkowie publiczności owego festiwalu utworzyli zespół Dno, w którym grał skrzypek Maciej Paszek. Frontmani Eryś Group, zainspirowani celtyckimi brzmieniami Kwartetu Jorgi zaakceptowali pomysł Dariusza Sojki na nową nazwę zespołu tj. Carrantuohill. Do grupy dołączyli później Bogdan Wita i Maciej Paszek. 
Polskie Radio Katowice w  listopadzie i grudniu 1988 roku emitowało  audycje Anny Herman z cyklu „Moje muzyczne pasje” z zespołem Carrantuohill. Usłyszał ich wówczas muzyk country Tomasz Szwed, dzięki czemu wcześniej mniej znany zespół rozpoczął koncerty na większych scenach, a Dariusz Sojka grał dodatkowo w zespole Tomasza Szweda. Debiutancka kaseta grupy została wydana w 1991 roku z pomocą firmy Atlas z Żor. Na początku lat 90. XX wieku zespół zagrał na festiwalu w Jarocinie, a także występował za granicą; w tym okresie Adam Drewniok zaczął w zespole grać na gitarze basowej. 
W 1993 roku wydano kompilację nagrań z dwóch pierwszych kaset pt. Irish Dreams. Muzycy w tymże roku poznali artystę Boba Balesa, który gościnnie zaśpiewał i zagrał na bouzuki i bodhranie na ich płycie Rocky Road to Dublin. Od około 1996 roku grupa nawiązała współpracę z poetą Erneste Bryllem, który m.in. tłumaczył dla niej teksty piosenek. Zespół zagrał na pierwszym Przystanku Woodstock w Czymanowie w 1995 roku (obecnie Pol’and’Rock Festival), następnie grał na niemal wszystkich jego edycjach, a od roku 2002 był współorganizatorem jego Folkowej Sceny, latami był gospodarzem tej sceny. W 1998 roku ich występ został wyróżniony przyznaniem przez Jurka Owsiaka nagrody Złotego Bączka. Ponownie wystąpili na festiwalu 1 sierpnia 2019 we wspólnym projekcie z Krzesimirem Dębskim i uczniami Zespołu Państwowych Szkół Muzycznych w Żorach. 
W 1997 roku do zespołu dołączył perkusista Marek Sochacki. W 1998 roku wzięli udział w festiwalu poświęconemu Czesławowi Miłoszowi The International Czeslaw Miłosz Festival w Claremont McKenna College w Stanach Zjednoczonych, których poeta sam zaproponował. Około 2000 roku zespół nawiązał współpracę z zespołem tańca irlandzkiego Clanrye Dancers. W 2000 roku wydano album Between z udziałem opolskiego kwartetu smyczkowego Quodlibet. W drugiej połowie 2001 roku zespół wziął udział w nagraniach do niskobudżetowego filmu Duch Gór Rafała Lipki, który ukazał się w 2004 roku pod nazwą Serce Gór, bez dystrybucji kinowej. W 2002 roku zespół Carrantuohill wydał płytę Inis, na której do tradycyjnych irlandzkich jigów i reeli polskie teksty śpiewali Anna Chwieduk, Kuba Badach, Fiolka, Anna Maria Jopek, Robert Kasprzycki, Paweł Kukiz, Anita Lipnicka, oraz Stanisław Sojka. W 2006 album został Albumem Roku otrzymując nagrodę Fryderyk. 
Dwie płyty wydane przez czasopismo „Ferment” pt. Irish Jazz & Irish Ferment zostały nominowane do nagrody Fryderyk za 2005 rok w kategorii album roku etno/folk/muzyka świata, a płyta Session Natural Irish & Jazz otrzymała w 2007 roku Fryderyka w kategorii album roku muzyka tradycji i źródeł / etno / folk / blues. W maju 2007 roku obok domu Bogdana Wity w Żorach, w przebudowanej stodole powstało studio nagraniowe zespołu. 
21 czerwca 2008 roku w kościele św. Jerzego w Rydułtowach grupa zagrała z Loreeną McKennitt. 12 stycznia 2011 roku płyta Inis uzyskała status złotej a 18 marca 2012 roku płyta SESSION natural irish & jazz uzyskała status platynowej. 
Z okazji 25-lecia działalności 18 marca 2012 roku zespół zagrał koncert z Eleanor McEvoy w Muzycznym Studiu Polskiego Radia im. Agnieszki Osieckiej, w tymże roku Carrantuohill koncertował z grupą Fanfare Ciocărlia. W 2012 roku do zespołu z własnej inicjatywy dołączyła Anna Buczkowska, wówczas uczennica liceum w Katowicach. W roku 2012 zespół wydał płytę 25 wydaną z okazji dwudziestopięciolecia działalności. W dwupłytowym wydawnictwie oprócz płyty studyjnej, na której gościnnie wystąpili m.in.: Maciej Balcar i Eleanor McEvoy znalazł się także krążek zawierający nagranie jubileuszowego koncertu, który odbył się 18 marca 2012 roku w Muzycznym Studiu Polskiego Radia im. Agnieszki Osieckiej i był transmitowany na żywo w radiowej Trójce. 
17 marca 2017 grupa rozpoczęła obchody 30-lecia istnienia swojego istnienia, 19 marca zagrali w Studiu Radiowej Trójki oraz w 21 marca Teatrze Muzycznym Roma z udziałem zespołu tańca Treblers. W tymże roku ukazał się album Zielona Droga, na którym znalazły się m.in. przeboje zespołu 2 plus 1. 11 września 2020 roku wydano album Vintage z gościnnym udziałem Macieja Balcara .
Do dziś zespół zagrał ponad 2500 koncertów, zarówno w kraju, jak i za granicą. W swojej historii gościł m.in. w Czechach, Irlandii, Francji, Niemczech, USA (na zaproszenie Czesława Miłosza), Rosji. Wystąpił również trzykrotnie (1997, 1999 i 2004) na jednym z największych festiwali muzyki irlandzkiej Cork Folk Festival. Wraz z grupą taneczną Reelandia stworzyli widowiska muzyczno-taneczne „Touch of Ireland” i „Dream of Ireland”. Wraz z zespołem tanecznym SALAKE stworzyli widowisko muzyczno-taneczne „Fairy Dance” - baśń o Kopciuszku opowiedzianą muzyką i tańcem. 
Seamus Heaney, poeta irlandzki, laureat nagrody Nobla w dziedzinie literatury (1995), mając okazję usłyszeć ich muzykę, powiedział: „...nieoczekiwanie poczułem się jak w domu podczas spotkania z zespołem Carrantuohill, polskimi muzykami grającymi irlandzkiego jiga i reela w takim stylu i z takim szelmostwem, że nawet Irlandczycy nie zrobiliby tego lepiej”

## Dyskografia
- Magic of Celtic Rings (1991, MC)[1]
- Waiting for Ireland (1992, MC)[1]
- Irish Dreams (1993, CD)[1]
- Merry Christmas (1993, MC)[1]
- Rocky Road to Dublin (1994, CD)[1]
- Speed Celts (1995, CD)[1]
- Na Żywca (1996, CD)[1]
- Dziesięć 1987-1997 (1997, CD)[1]
- Between (2000, CD)[1]
- Inis (2002, CD)[1]
- Session, Natural Irish & Jazz (2005, CD)[1]
- Touch of Ireland (2007, DVD)[11]
- De sève d'écorce et de Bois-D'ecume et d'eau (2007, CD, z Djamelem Touilem)[12]
- Celtic dream (2010, CD i DVD)[13]
- 25 (2012, 2 CD)[14]
- Zielona Droga (2017, CD i DVD; 2018, LP[15])
- Vintage (2020, CD)[16]

### gościnnie
- Lady Pank – Strach się bać w utworze Leprechaun (2007)